# Exocentrus tarsalis
Exocentrus tarsalis là một loài bọ cánh cứng trong họ Cerambycidae.